# Санс (округ)
Санс (фр. Sens) — округ (фр. Arrondissement) во Франции, один из округов в регионе Бургундия. Департамент округа — Йонна. Супрефектура — Санс.
Население округа на 2006 год составляло 108 841 человек. Плотность населения составляет 64 чел./км². Площадь округа составляет всего 1704 км².